# Athens (Illinois)
Athens é uma cidade localizada no estado americano de Illinois, no Condado de Menard.

## Demografia
Segundo o censo americano de 2000, a sua população era de 1726 habitantes. 
Em 2006, foi estimada uma população de 1800, um aumento de 74 (4.3%).

## Geografia
De acordo com o United States Census Bureau tem uma área de 
3,8 km², dos quais 3,8 km² cobertos por terra e 0,0 km² cobertos por água. Athens localiza-se a aproximadamente 183 m acima do nível do mar.

## Localidades na vizinhança
O diagrama seguinte representa as localidades num raio de 20 km ao redor de Athens. 